# الینا خام
الینا خام (انگلیسی: Alina Kham؛ زادهٔ ۱۶ ژانویهٔ ۱۹۵۹) بازیکن هاکی روی چمن اهل اتحاد جماهیر شوروی سوسیالیستی است.